# Ljepojevići
Ljepojevići (cyr. Љепојевићи) – wieś w Serbii, w okręgu zlatiborskim, w gminie Nova Varoš. W 2011 roku liczyła 113 mieszkańców.